# 운명과 분노 (드라마)
《운명과 분노》는 2018년 12월 1일부터 2019년 2월 9일까지 방송했던 SBS 주말 특별 기획 드라마였는데 재벌가 이야기에 한 남자를 사이에 둔 두 여자의 이야기를 그렸다는 혹평이 있었으며 SBS 주말 특별 기획 드라마는 해당 프로그램을 마지막으로 폐지됐다.

## 프로그램 소개
운명을 바꾸기 위해 한 남자를 사랑하는 여자와 운명인 줄 알고 그 여자를 사랑하는 남자, 목적을 위해 남자를 차지하려는 여자와 복수심에 그 여자를 되찾으려는 남자 등 네 남녀의 엇갈리는 사랑과 분노를 담은 현실성 강한 격정 멜로

## 등장 인물

### 주요 인물
- 주상욱 : 태인준 역 (아역 : 최승훈) - 36세. 골드그룹 차남. 골드제화 사장.
- 이민정 : 구해라 역 - 34세. 인준의 연인, 구씨공방 → 골드제화 디자인 실장.
- 소이현 : 차수현 역 - 35세. 금수저 아나운서. 인준의 전 약혼녀.
- 이기우 : 진태오 역 - 36세. 수현의 옛 연인. 홍콩 센탄백화점 해외 팀장.

### 인준네
- 고인범 : 태필운 역 - 67세. 인준의 아버지. 골드그룹 회장.
- 송옥숙 : 한성숙 역 - 60세. 필운의 아내, 인준의 계모.
- 공정환 : 태정호 역 - 38세. 인준의 이복형. 성숙의 아들. 골드건설 사장.
- 심이영 : 고아정 역 - 37세. 필운과 성숙의 맏 며느리. 정호의 아내.
- 박수영 : 태정민 역 - 26세. 정호와 인준의 여동생. 필운과 성숙의 딸. 아정의 시누이.
- 조승연 : 현정수 역 - 52세. 인준의 외삼촌. 태회장의 비서 실장.

### 해라네
- 차수연 : 구현주 역 - 35세. 해라의 언니.
- 정수영 : 강선영 역 - 34세. 해라의 친구.
- 윤학 : 강의건 역 - 20대. 선영의 동생.
- 허준석 : 김창수 역 - 32세. 흥신소. 사채업자. 룸살롱 영업부장. 해라의 조력자.

### 수현네
- 권태원 : 차동규 역 - 60대. 수현의 아버지. 부동산 재벌.
- 하민 : 이은숙 역 - 60대 여. 수현의 어머니. 동규의 아내.

### 디자인실 사람들
- 임지규 : 김지규 비서 역 - 인준의 비서.
- 한은선 : 이현정 역 - 40대. TH제화그룹 제화사업팀 팀장.
- 최상아 : 강미나 역
- 정수환 : 윤지성 역
- 최하은 : 디자인실 직원 역

### 성수동 구두 공장
- 조완기 : 김석진 역 : 36세. 성수동 공장 사장.
- 전현아 : 이정혜 역 : 50대. 성수동 공장 패턴사.

### 그 외 인물
- 성창훈 : 경쟁업체 역
- 박노식 : 골드그룹 공장 경비원 역
- 김단우 : 제니 진 역 - 태오와 수현의 사이에서 태어난 딸.
- 신현아 : 스텝 역
- 조재룡
- 안지혜 : 권비서 역 - 해라의 비서
- 한다희 : 하은 역
- 이채민 : 스파실장 역
- 이인아
- 황성현
- 이성일
- 정영금
- 강로채
- 류성민
- 송여정
- 조기태
- 강지훈
- 한여울
- 정영도
- 엄지만
- 김아람
- 장명운
- 동윤석
- 최창은
- 이호균
- 정승현
- 황보혜경
- 김광인
- 오기영
- 김준우
- 진혜정
- 장호준
- 칼슨
- 장세아 : 기자 역

## 시청률
최저 시청률과 최고 시청률은 시청률 조사회사와 지역별로 시청률에 차이가 있을 수 있습니다.
| 2018년 | 2018년    | 2018년         | 2018년       | 2018년         | 2018년       |
| 회차   | 방송일    | TNmS 시청률    | TNmS 시청률  | AGB 시청률     | AGB 시청률   |
| 회차   | 방송일    | 대한민국(전국) | 서울(수도권) | 대한민국(전국) | 서울(수도권) |
| ------ | --------- | -------------- | ------------ | -------------- | ------------ |
| 제1회  | 12월 1일  | %              | %            | 4.8%           | 5.3%         |
| 제2회  | 12월 1일  | %              | %            | 6.1%           | 6.2%         |
| 제3회  | 12월 1일  | 7.7%           | %            | 7.2%           | 7.2%         |
| 제4회  | 12월 1일  | 7.2%           | %            | 6.9%           | 7.1%         |
| 제5회  | 12월 8일  | %              | %            | 6.9%           | 7.9%         |
| 제6회  | 12월 8일  | %              | %            | 9.0%           | 10.0%        |
| 제7회  | 12월 8일  | %              | %            | 8.6%           | 9.3%         |
| 제8회  | 12월 8일  | %              | %            | 9.3%           | 10.3%        |
| 제9회  | 12월 22일 | %              | %            | 5.2%           | 5.8%         |
| 제10회 | 12월 22일 | %              | %            | 5.7%           | 6.0%         |
| 제11회 | 12월 22일 | %              | %            | 5.8%           | 5.9%         |
| 제12회 | 12월 22일 | %              | %            | 6.8%           | 7.1%         |
| 제13회 | 12월 29일 | %              | %            | 5.6%           | 6.2%         |
| 제14회 | 12월 29일 | %              | %            | 6.9%           | 7.6%         |
| 제15회 | 12월 29일 | %              | %            | 7.4%           | 8.2%         |
| 제16회 | 12월 29일 | %              | %            | 8.6%           | 9.5%         |
| 2019년 |           |                |              |                |              |
| 제17회 | 1월 5일   | %              | %            | 5.3%           | %            |
| 제18회 | 1월 5일   | %              | %            | 6.2%           | 6.5%         |
| 제19회 | 1월 5일   | %              | %            | 7.2%           | 7.6%         |
| 제20회 | 1월 5일   | %              | %            | 7.8%           | 8.1%         |
| 제21회 | 1월 12일  | %              | %            | 3.7%           | %            |
| 제22회 | 1월 12일  | %              | %            | 4.9%           | %            |
| 제23회 | 1월 12일  | %              | %            | 5.7%           | %            |
| 제24회 | 1월 12일  | %              | %            | 6.0%           | %            |
| 제25회 | 1월 19일  | %              | %            | 4.6%           | %            |
| 제26회 | 1월 19일  | %              | %            | 4.7%           | %            |
| 제27회 | 1월 19일  | %              | %            | 5.0%           | %            |
| 제28회 | 1월 19일  | %              | %            | 6.3%           | 6.5%         |
| 제29회 | 1월 26일  | %              | %            | 4.9%           | %            |
| 제30회 | 1월 26일  | %              | %            | 5.4%           | 6.2%         |
| 제31회 | 1월 26일  | %              | %            | 6.1%           | 6.5%         |
| 제32회 | 1월 26일  | %              | %            | 7.0%           | 7.5%         |
| 제33회 | 2월 2일   | %              | %            | 4.7%           | %            |
| 제34회 | 2월 2일   | %              | %            | 6.1%           | %            |
| 제35회 | 2월 2일   | %              | %            | 6.5%           | 6.6%         |
| 제36회 | 2월 2일   | %              | %            | 7.3%           | 7.5%         |
| 제37회 | 2월 9일   | %              | %            | 5.3%           | %            |
| 제38회 | 2월 9일   | %              | %            | 6.8%           | 7.4%         |
| 제39회 | 2월 9일   | %              | %            | 6.9%           | 7.4%         |
| 제40회 | 2월 9일   | %              | %            | 7.7%           | 8.2%         |

## 결방
- 2018년 12월 15일 : 2018 AFF 스즈키컵 결승 2차전 베트남 VS 말레이시아 중계 방송으로 인해 결방.[4]

## 동시간대 드라마
- MBC 주말 특별 기획 드라마 《신과의 약속》 (2018년 11월 24일 ~ 2019년 2월 16일)

## 참고 사항
- 당초 강철웅 작가가 집필을 맡았으나 개인 사정 때문에 중도 하차 후[5] 5회부터 이제인, 전찬호 작가로 집필자가 교체됐다.
- 《열혈사제》는 SBS 금토 드라마로 매주 금요일부터 토요일에 방송한다.[6]
- SBS 주말 특별 기획 드라마는 해당 프로그램을 마지막으로 폐지됐다.

## 같이 보기
- 대한민국의 텔레비전 드라마 목록 (ㅇ)
- 2018년 대한민국의 텔레비전 드라마 목록